# محل دفن فاطمه زهرا
محل دفن فاطمه زهرا مورد اختلاف در میان فرقه‌های مختلف اسلامی است. فاطمه دختر محمد و خدیجه، همسر علی بن ابی‌طالب و مادر حسن مجتبی و حسین بن علی بود. براساس منابع، علی بر اساس تصمیم فاطمه زهرا با هدف ابراز خشم خود به ابوبکر، فاطمه را در محلی ناشناخته دفن کرد. مکان‌های مختلف به‌عنوان محل دفن احتمالی او ذکر شده‌است. گفته می‌شود برخی از آن‌ها به واقعیت نزدیک است: بقیع، خانه‌اش و میان قبر و منبر محمد
به‌گفتهٔ دانشنامهٔ اسلام، تقریباً تمام منابع موافق هستند که فاطمه در قبرستان بقیع دفن شده‌است و بعضی منابع محل قبر را نیز مشخص می‌کنند. به نوشتهٔ این منابع محل دفن فاطمه در کنار مسجد رقیه (نام زنی که مسجد را بنا کرده‌است) در گوشهٔ خانهٔ عقیل — برادر علی — به فاصلهٔ هفت ذراع از خیابان است. اما طبق گفتهٔ سایر منابع بعد از دفن یا مدتی پس از آن، دیگر محل دفن نامعلوم بود. مسعودی می‌نویسد مقبره‌ای وجود داشته‌است که در کتیبهٔ موجود در آن مقبره، نام فاطمه و سه نفر دیگر از خاندان علی به‌عنوان صاحبان مقبره نوشته شده‌بود. اما مسعودی تنها کسی است که چنین جزییاتی را بیان می‌کند. در این مقبره سه امام شیعه آرمیده‌اند و قبر دیگر امروزه به فاطمه بنت اسد منسوب است (به اعتقاد اهل سنت قبر فاطمه بنت اسد در کنار قبر حلیمه دایه پیامبر است). مقدسی مقبرهٔ فاطمه را در فهرست مکان‌هایی قرار می‌دهد که در مورد آن اختلاف‌نظر وجود دارد اما محتمل است که فاطمه «فی الحجره» دفن شده‌باشد. در منابع شیعه احتمال دفن در بقیع از اهمیت کمتری برخوردار است. به‌گفتهٔ سید مرتضی عسکری، آخرین احتمال دربارهٔ محل دفن فاطمه زهرا، خانهٔ اوست. این امکان با چندین سند معتبر پشتیبانی می‌شود. اسناد اصلی این ماجرا از اهل بیت دریافت می‌شود؛ زیرا آنان اعضای اصلی خانهٔ پیامبر هستند که دربارهٔ این موضوع بهتر از دیگران می‌دانند. برخی از پژوهشگران بر این باورند که براساس حدیثی از پیامبر، فاطمه در روضهٔ نبوی دفن است. این احتمال با احادیثی از جعفر صادق و علی بن موسی الرضا تقویت می‌شود. درمجموع، فقهای شیعه برای زیارت فاطمه زهرا سه مکان را در اولویت دانسته‌اند: نخست در روضهٔ نبوی میان قبر و منبر پیامبر، دوم در خانهٔ فاطمه زهرا که اکنون در مسجد قرار گرفته‌است؛ و سوم در قبرستان بقیع.

## یادداشت
1. ↑  در حدیثی از جعفر صادق نقل شده:
قال رسول‌الله (ص): «ما بین قبری و منبری روضةٌ من ریاض الجنّة و منبری علی ترعة من ترع الجنّة»، لأنّ قبر فاطمة بین قبره و منبره، قبرها روضة من ریاض الجنّة وإلیه ترعة من ترع الجنّة.

رسول خدا (ص) فرمود: «میان قبر من و منبر من باغی از باغ‌های بهشت است و منبر من بر دری است از درهای بهشت». زیرا قبر فاطمه علیهاالسلام بین قبر رسول خدا و منبر آن حضرت است.

و نیز از علی بن موسی الرضا نقل شده: «دُفِنتْ فی بیتها فلمّا زادتْ بنو اُمیّهٔ فی المسجد صارت فی المسجد. در خانهٔ خود دفن است و هنگامی که بنی‌امیه مسجد را بزرگ کردند، در صحن مسجد قرار گرفت.» ببینید: الهامی، قبر گمشده، ۲۵–۳۵.